# Kathedrale St. Michael (Alba Iulia)

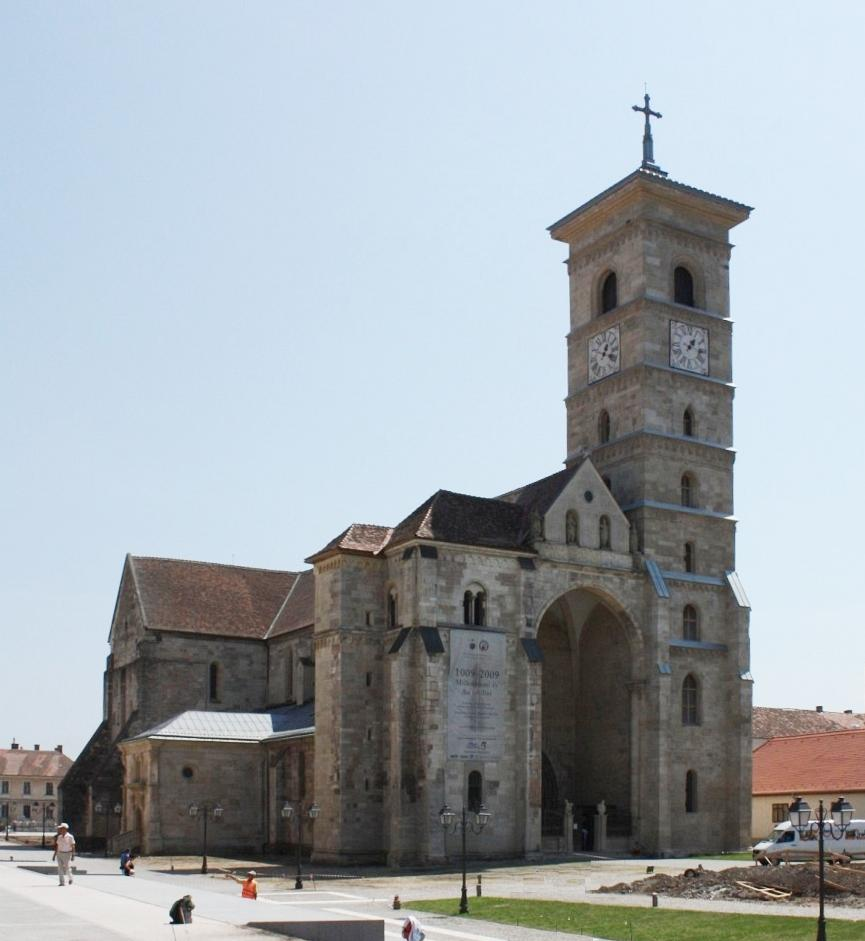
Kathedrale St. Michael

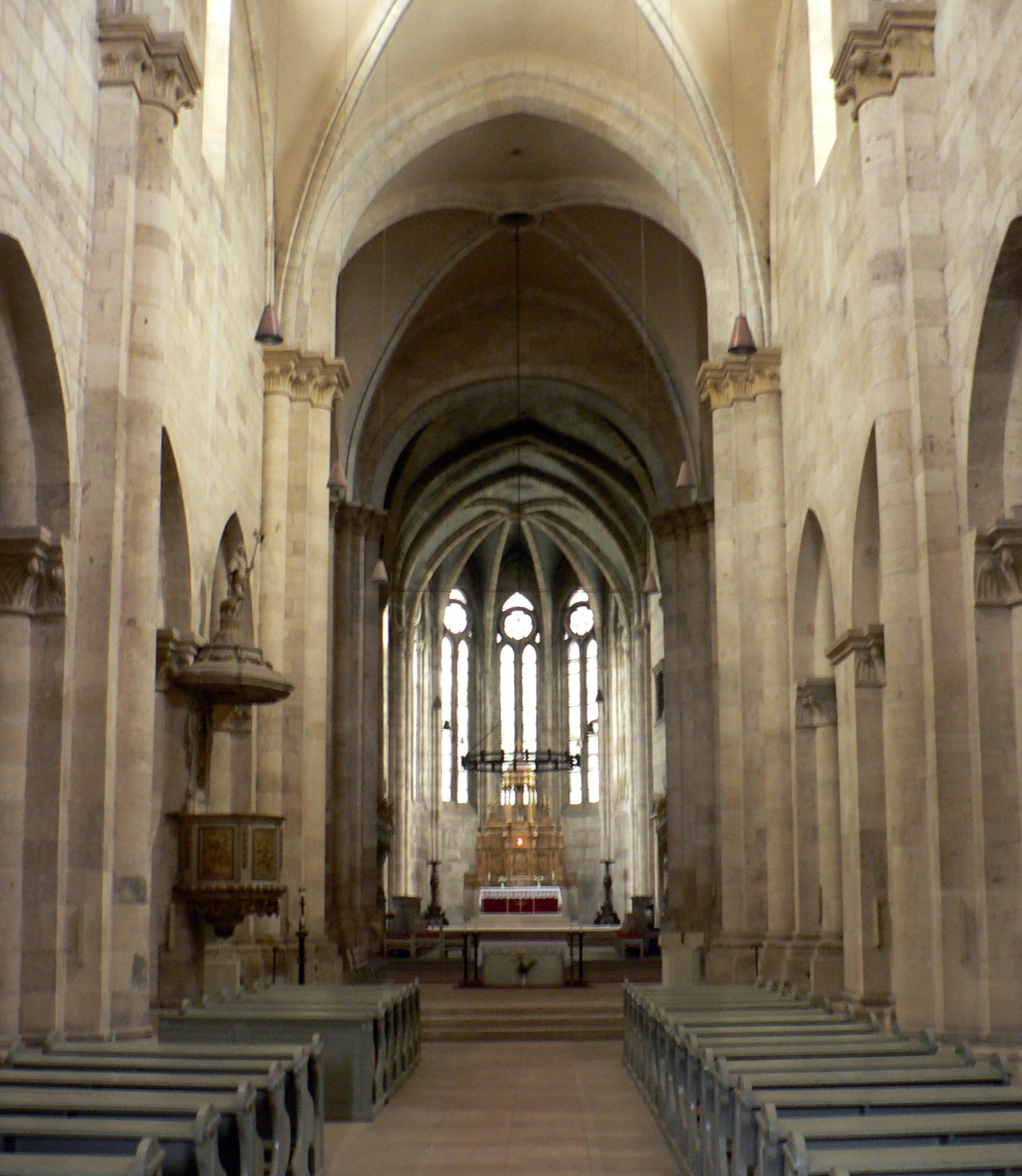
Inneres

Die Kathedrale St. Michael (rumän. Catedrala Sfântul Mihail, ungarisch Szent Mihály katedrális) in der rumänischen Kreisstadt Alba Iulia ist die Bischofskirche des römisch-katholischen Erzbistums Alba Iulia. Die romanisch-gotische Basilika gehört zu den bedeutendsten mittelalterlichen Bauwerken Siebenbürgens. Für Ungarn ist sie auch eine nationale Gedenkstätte und wird nach ihrem Gründer Stephan I. St.-Stephans-Kathedrale (Székesegyház a Szent István király) genannt.

## Geschichte
Der Baukomplex von Kathedrale und Bischofsresidenz entstand nach der Gründung des Bistums im Jahr 1009. Die Kathedrale wurde beim Tatareneinfall 1241 so schwer beschädigt, dass ein Neubau erforderlich wurde. Dieser entstand in zwei Bauphasen 1246–1291 und 1320–1356. Im 15. Jahrhundert bestimmte Johann Hunyadi die Kathedrale zur Familiengrablege und ließ sie restaurieren. Im 16. Jahrhundert wurden die Fresken im Inneren und eine Renaissance-Kapelle auf der Nordseite hinzugefügt. Mit dem Vordringen der Reformation im Königreich Ungarn Mitte des 16. Jahrhunderts wurde die Michaelskathedrale calvinistisch und blieb es in osmanischer Zeit. Unter habsburgischer Herrschaft wurden Kathedrale und Bistum um 1700 rekatholisiert. Nach der Eingliederung Siebenbürgens in das Königreich Rumänien wurde 1921–1923 in unmittelbarer Nachbarschaft die rumänisch-orthodoxe Dreifaltigkeitskathedrale gebaut.

## Architektur und Ausstattung
St. Michael ist eine dreischiffige Basilika mit Querhaus. Der massige Westbau zeigt überwiegend romanische Formen. Von den offenbar geplanten zwei Türmen ist nur der südliche ausgeführt; seine heutige Gestalt ist das Werk mehrerer Jahrhunderte. Im Portalgiebel stehen vier Heiligenstatuen des 18. Jahrhunderts. Bögen und Gewölbe des Langhauses sind frühgotisch, der Chor hochgotisch. Von der Ausstattung sind vor allem zwei romanische Reliefs des Erzengels Michael, eine gotische Pietà sowie Kanzel und Chorgestühl aus dem Barock bemerkenswert. Die Orgel mit 2209 Pfeifen wurde 1877 von Istvan Kolonics gebaut.
Die Kathedrale enthält zahlreiche künstlerisch bedeutende Grabmäler, u. a. von
- Johann Hunyadi, ungarischer Staatsmann und Heerführer († 1456)
- Ladislaus Hunyadi († 1457)
- Georg Martinuzzi, Kleriker und Staatsmann († 1551)
- Ferenc Kendi, ungarischer Magnat und Woiwode von Siebenbürgen († 1558)
- Isabella Jagiellonica, Königin von Ungarn († 1559)
- Johann Sigismund Zápolya, König von Ungarn († 1571)
- Georg I. Rákóczi († 1648)